# Barygenys nana
Barygenys nana es una especie de anfibio anuro de la familia Microhylidae. Es endémica de las provincia de Tierras Altas Occidentales y Tierras Altas Orientales en Papúa Nueva Guinea. Habita en selvas montanas y en zonas de mosaico de pastizal y bosque entre los 1800 y los 3500 metros de altitud. Probablemente es una especie con desarrollo directo. No se considera amenazada de extinción, pero se sabe muy poco acerca de su ecología y distribución.